# Бирюлёво Западное
Бирюлёво Западное — район в Южном административном округе Москвы и соответствующее ему одноимённое внутригородское муниципальное образование.
Район образован 5 июля 1995 года, ранее на его месте находился рабочий посёлок Бирюлёво, включённый в состав Москвы в 1960 году.

## Территория и границы

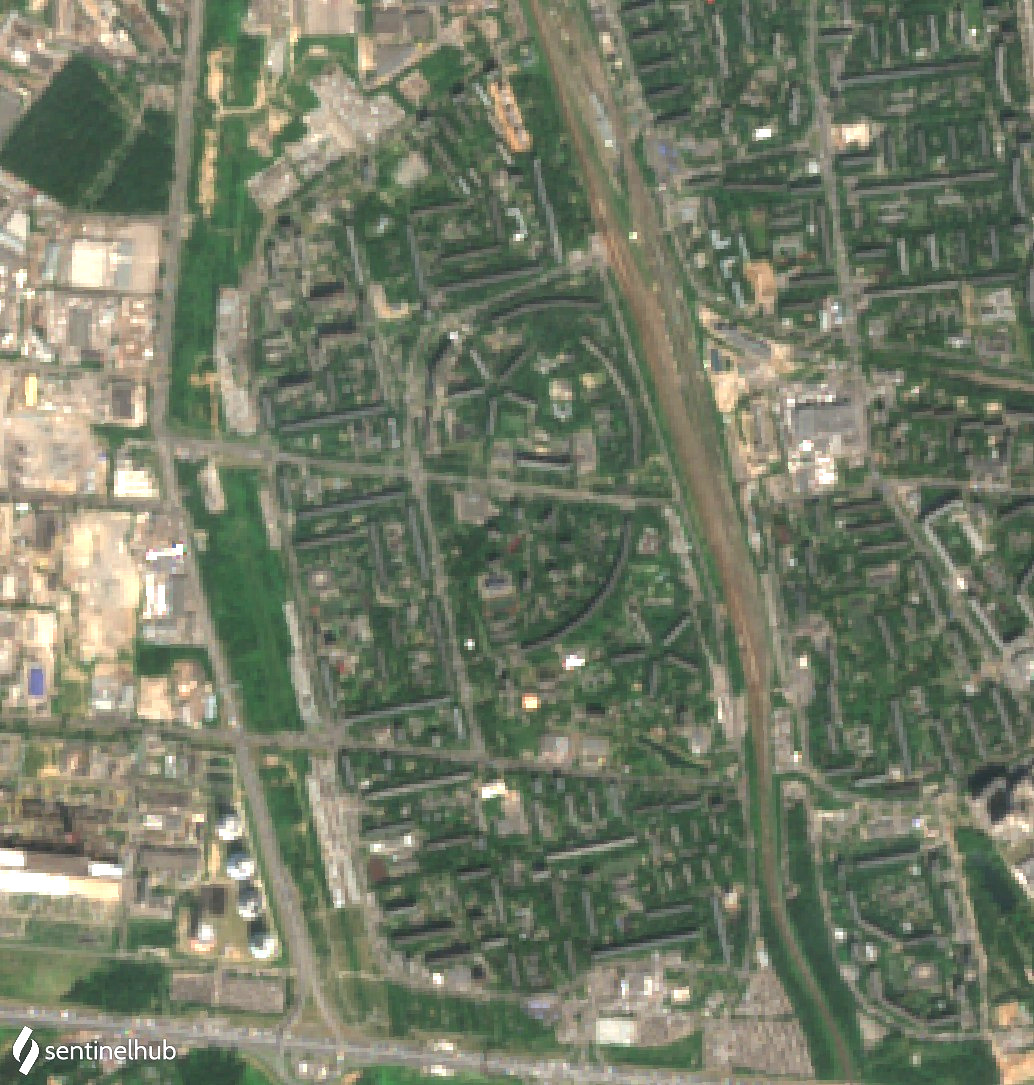
Космический снимок, 2021. Большая часть района

Район расположен на юге Москвы в составе Южного административного округа.
Граница района проходит по МКАД, далее по осям Курского и Павелецкого направлений Московской железной дороги до МКАД.
Муниципалитет граничит с районами Бирюлёво Восточное, Царицыно, Чертаново Южное и Чертаново Центральное.
Район занимает площадь 850,64 га.

## Герб и флаг
Герб и флаг района утверждены и внесены в Геральдический реестр города Москвы с присвоением регистрационного номера 13 мая 2004 года.
Герб района представляет собой скошенный щит московской формы, одну половину которого занимает красное поле с золотым заходящим солнцем с лучами переменной длины, другую — зелёное поле с золотым полуобращенным налево паровозным колесом. Солнце указывает на расположение района в составе Южного административного округа, колесо паровоза символизирует два направления МЖД, по которым проходят границы района.

## Происхождение названия
Районы Бирюлёво Западное и Бирюлёво Восточное получили названия от находившегося на их нынешней территории рабочего посёлка Бирюлёво, возникшего в 1900 году в связи со строительством Павелецкой железной дороги и получившего название от одноимённой железнодорожной станции. Железнодорожная станция, в свою очередь, была названа по деревне Бирюлёво, располагавшейся в четырёх верстах от неё (на территории современных районов Чертаново Центральное и Чертаново Южное). Последняя известна с XVII века под названием деревня Бирилёво, которой владел род служилых людей Бирилёвых. По мнению географа Е. М. Поспелова, название связано с некалендарным личным именем Бирюля. Имена Бирюля и Бириль и разные варианты производных от них фамилии известны в документах XV—XVII веков (Еска Бирюлёв, крестьянин, около 1450; Васко Бириль, крестьянин Вышгородского погоста, 1539; пан Самуэль Немирович Бируля, землевладелец, 1637; Филимон Бирюлин, вяземский посадский, 1680).

## История

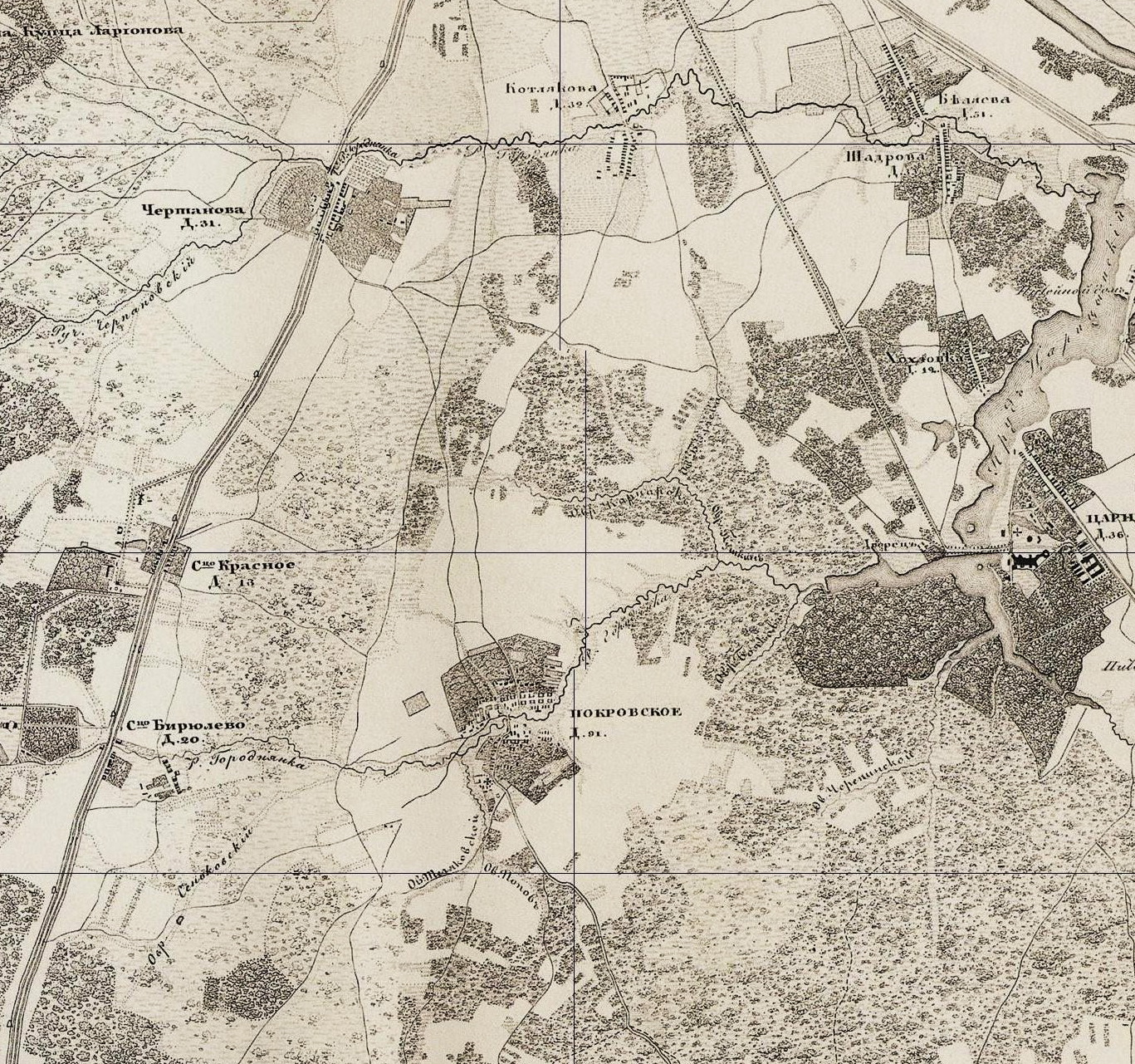
Сельцо Бирюлёво на карте 1848 года

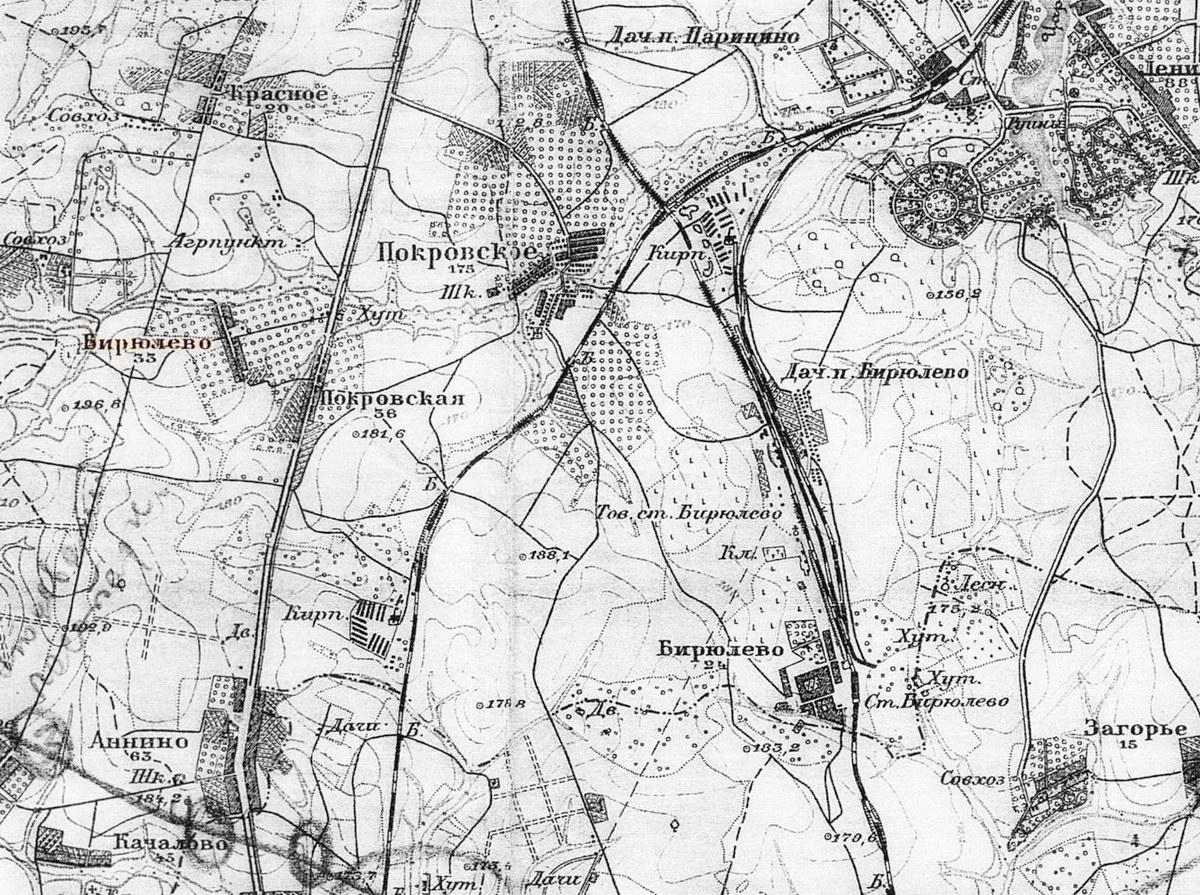
Деревня Бирюлёво и поселок Бирюлёво на карте 1930 года (фрагмент)

### Деревня Бирюлёво
Деревня Бирюлёво (первое документальное упоминание в XVII веке) находилась на территории современных районов Чертаново Центральное и Чертаново Южное. Деревня упоминается в межевых документах XVIII века как Бирюлёво. В некоторых источниках её путают с посёлком Бирюлёво, возникшим в 1900 году в 4 км от деревни, утверждая, что с неё в 1971 году началась массовая застройка современных районов Бирюлёво Восточное и Бирюлёво Западное. Это не может соответствовать действительности в силу её расположения.

### Посёлок Бирюлёво
На месте территорий, ныне входящих в состав районов Бирюлёво Западное и Бирюлёво Восточное, в 1900 году образовался посёлок близ станции Бирюлёво-Пассажирская, также получивший название Бирюлёво.
В переписи 1926 года селение отмечено как посёлок городского типа.
До Октябрьской революции пристанционный посёлок Бирюлёво насчитывал 11 жилых домов, несколько казарм и большое количество бараков для рабочих, обслуживавших железную дорогу, и членов их семей. Вначале рабочих было около 200 человек. Позже посёлок активно рос, и в 1939 году в нём проживало уже 12 тысяч жителей.
В 1960 году в ходе значительного увеличения территории Москвы посёлок и деревня, а также прилегающая территория, были включены в черту города. С 1971 года здесь начался снос домов посёлка и массовое строительство многоэтажных жилых домов.
После административной реформы 1991 года территория, где ранее располагался посёлок, была поделена между районами Бирюлёво Восточное и Бирюлёво Западное.

## Улицы
Востряковский проезд — название в 1973 году перенесено с упразднённых в посёлке Бирюлёво Востряковских улиц, получивших наименование по железнодорожной платформе Востряково.
Булатниковская улица — название было перенесено в 1973 году с упразднённой улицы, существовавшей в Бирюлёве до присоединения его к Москве. Улица была названа по направлению к подмосковному селу Булатниково (показано уже на плане XVII в.) и находящейся близ него платформе Булатниково Павелецкого направления. Название села происходит от неканонического имени Булатник или от фамилии (ср. Лаврентий Булатников в 1630 г.).

## Население
Плотность населения — 10544,2 чел./км2, площадь жилого фонда — 1183,2 тыс. м2 (2010 год).
| 2002    | 2010    | 2012    | 2013    | 2014    | 2015    | 2016    | 2017    | 2018    | 2019    |
| ------- | ------- | ------- | ------- | ------- | ------- | ------- | ------- | ------- | ------- |
| 83 303  | ↗85 726 | ↗86 794 | ↗87 348 | ↗87 764 | ↗87 895 | ↗88 257 | ↘88 164 | ↗88 401 | ↗88 672 |
| 2020    | 2021    | 2023    | 2024    |         |         |         |         |         |         |
| ↗88 796 | ↘85 883 | ↗86 038 | ↘85 308 |         |         |         |         |         |         |

Согласно переписи 2002 года, в районе на тот период проживало 83 303 человек: 42 473 (51 %) мужчин и 40 830 (49 %) женщин.
Население района по переписи 2010 года — 89 693 человек, по оценке Мосгорстата на 1 января 2010 года — 82,6 тыс. человек.

### Национальный состав
По итогам переписи населения 2020 года проживали следующие национальности (национальности менее 0,1 % и другое, см. в сноске к строке «Другие»):
| Национальность | Численность, чел. | Доля     |
| -------------- | ----------------- | -------- |
| Русские        | 67 857            | 79,01 %  |
| Азербайджанцы  | 1089              | 1,27 %   |
| Татары         | 735               | 0,86 %   |
| Узбеки         | 576               | 0,67 %   |
| Украинцы       | 462               | 0,54 %   |
| Таджики        | 423               | 0,49 %   |
| Армяне         | 415               | 0,48 %   |
| Киргизы        | 222               | 0,26 %   |
| Грузины        | 159               | 0,19 %   |
| Казахи         | 142               | 0,17 %   |
| Молдаване      | 131               | 0,15 %   |
| Чуваши         | 121               | 0,14 %   |
| Белорусы       | 115               | 0,13 %   |
| Чеченцы        | 91                | 0,11 %   |
| Мордва         | 89                | 0,10 %   |
| Другие         | 13 256            | 15,43 %  |
| Итого          | 85 883            | 100,00 % |

## Промышленность и электроэнергетика

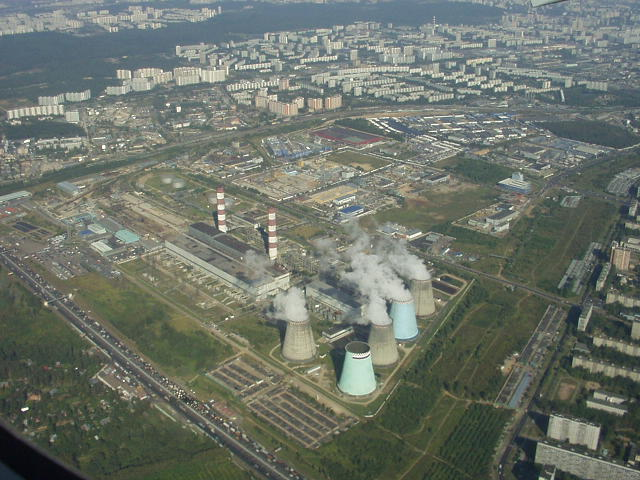
ТЭЦ-26 «Южная ТЭЦ» в 2005 году

В промышленной зоне района (№ 28А «Бирюлёво») находятся ТЭЦ-26, предприятия строительной, лёгкой и пищевой индустрии, в том числе — заводы «Крекер», «Гармония», Востряковский колбасный завод, опытный завод сухих смесей, один из самых крупных в Москве пивоваренный завод «Пивоварня Москва-Эфес», работающий с 1999 года (закрыт в 2014 году), а также мусоросжигательный Спецзавод № 3 австрийской компании «EVN AG» по переработке твёрдых бытовых отходов. 24 ноября 2011 года на территории бывшего Покровского рынка открылся центр оптовой торговли «Selgros Cash & Carry».

## Парки и скверы
Парк «Фруктовый» раньше был яблоневым садом напротив домов 15 и 17 по Востряковскому проезду. В 2019 году он был обустроен по программе создания комфортной городской среды «Мой район». Созданы объекты для занятия спортом и отдыха, а также установлены инсталляции в виде фруктов.
Сквер у пруда Подоселки — зона отдыха площадью 3,2 га в районе Булатниковской улицы с благоустройством.
Яблоневый сад на Харьковской улице — сквер площадью 2,5 га. Имеется кольцевая велодорожка и другие объекты для занятия спортом и отдыха.
Сквер «Школьный» существует с 1997 года. Раньше назывался «Сквер по Медынской улице». Его площадь 6,5 га, благоустроен. Установлен гранитный монумент, посвящённый советским летчикам, погибшим в Битве за Москву.

## Здравоохранение, образование, культура и спорт

### Здравоохранение
В районе действует городская поликлиника № 52 (основной корпус на Харьковской улице и филиал № 2 на Булатниковском проезде) и филиал № 1 детской поликлиники № 98.

### Образование
Общеобразовательную функцию выполняют 2 учреждения:
- Школа № 667 (включает 7 корпусов дошкольного, 2 корпуса начального и 3 корпуса основного и среднего образования);
- Школа № 2001 (включает 9 корпусов дошкольного, 2 корпуса начального и 2 корпуса основного и среднего образования).

Профессиональное образование представлено Харьковским отделением Образовательного комплекса градостроительства «Столица». В 2021/22 учебном году осуществляется обучение следующим профессиям: мастер общестроительных работ; сварщик (ручной и частично механизированной сварки (наплавки)); слесарь по ремонту строительных машин; мастер по ремонту и обслуживанию автомобилей.
До начала реализации программы Правительства Москвы «Столичное образование» (в 2012 году) на территории района действовало 7 школ (667, 925, 927, 928, 933, 1242, 2001) и 16 детских садов.

### Культура и спорт
Среди объектов культуры и спорта — две библиотеки, крытый каток (ДЮСШ № 5 «Пингвины»), бассейн и Дом культуры «Дружба».

## Религия

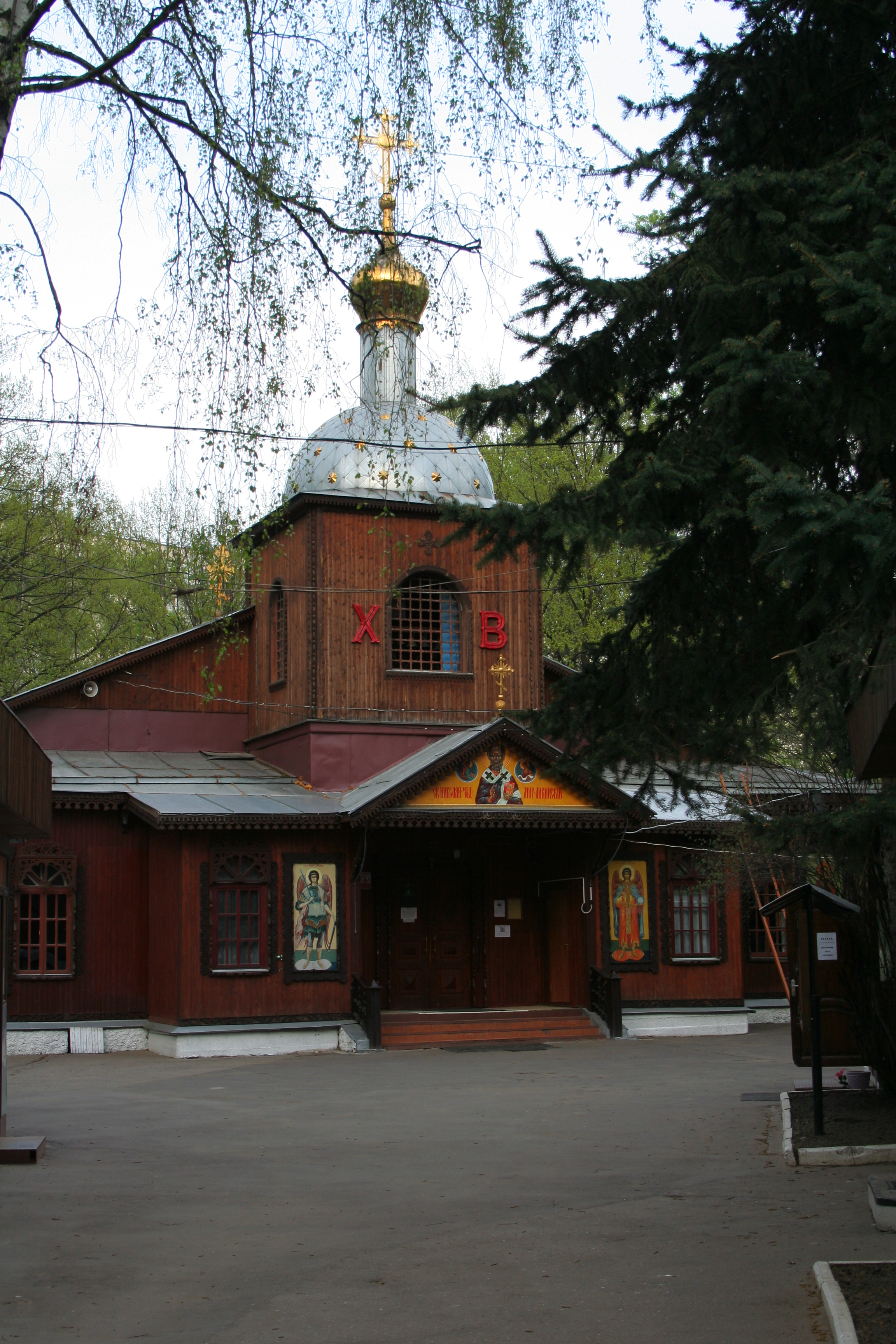
Церковь Николая Чудотворца в Бирюлёве

Православные храмы, действующие в районе, входят в состав Даниловского благочиния Московской городской епархии Русской православной церкви.

### Храм Николая Чудотворца
Первая церковь на этом месте была устроена при железнодорожном училище в 1911 году, освящена во имя святого Александра Невского в 1912 году. В 1924 году храм ликвидирован, рядом была построена деревянная церковь, освящённая во имя святителя Николая Чудотворца. 1 марта 1956 года храм сгорел. Нынешнее здание построено в 1957 году. До 1978 года около церкви существовало кладбище.

### Храм Сретения Господня
Временный деревянный храм построен в 2013 году. Началось строительство капитального каменного здания. При храме действует православный Центр образования святителя Николая Чудотворца от дошкольного до полного среднего образования, также есть дополнительное образование.

## Транспорт

### Железнодорожный транспорт
Жителей Бирюлёва в центр Москвы, на Павелецкий вокзал, за 25 минут доставляют электропоезда моторвагонного депо Домодедово. В районе находятся платформа Бирюлёво-Пассажирская и станция Бирюлёво-Товарная Павелецкого направления МЖД, а также станция Покровское линии Д2 МЦД и Курского направления. Все три остановочных пункта оборудованы турникетами. Ввиду отсутствия метро железнодорожный транспорт имеет здесь повышенное значение.

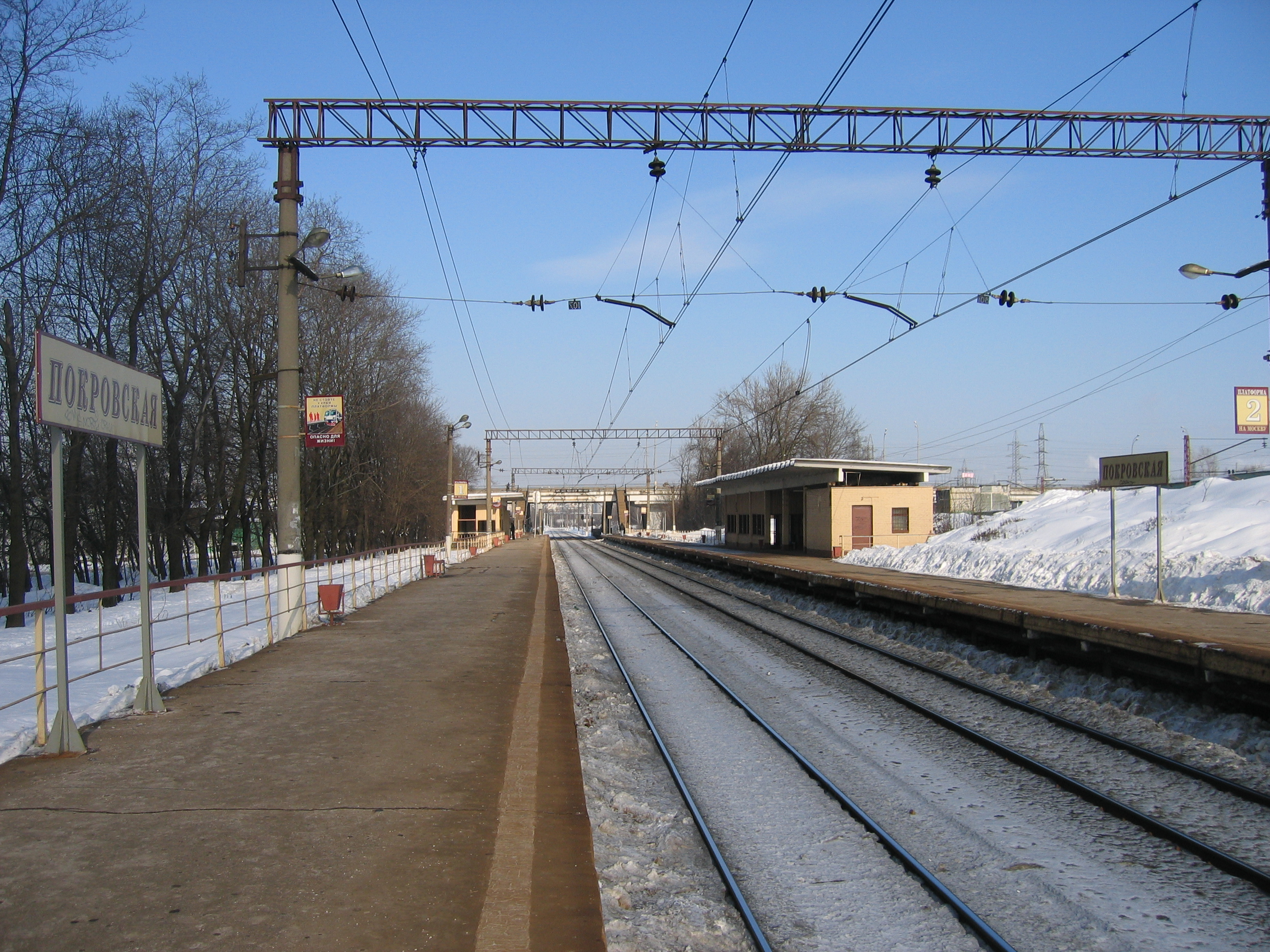
Станция Покровское МЦД
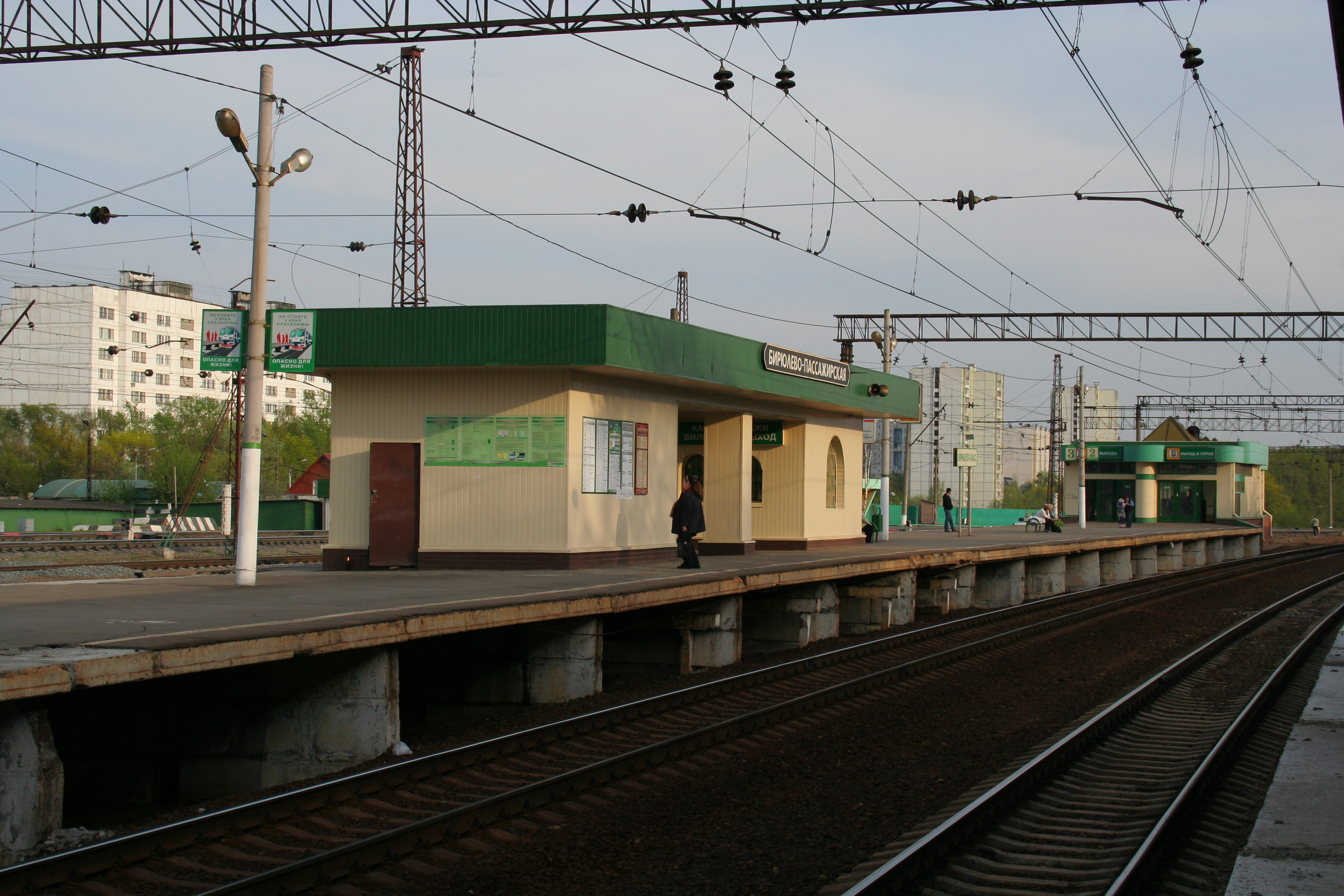
Платформа Бирюлёво-Пассажирская
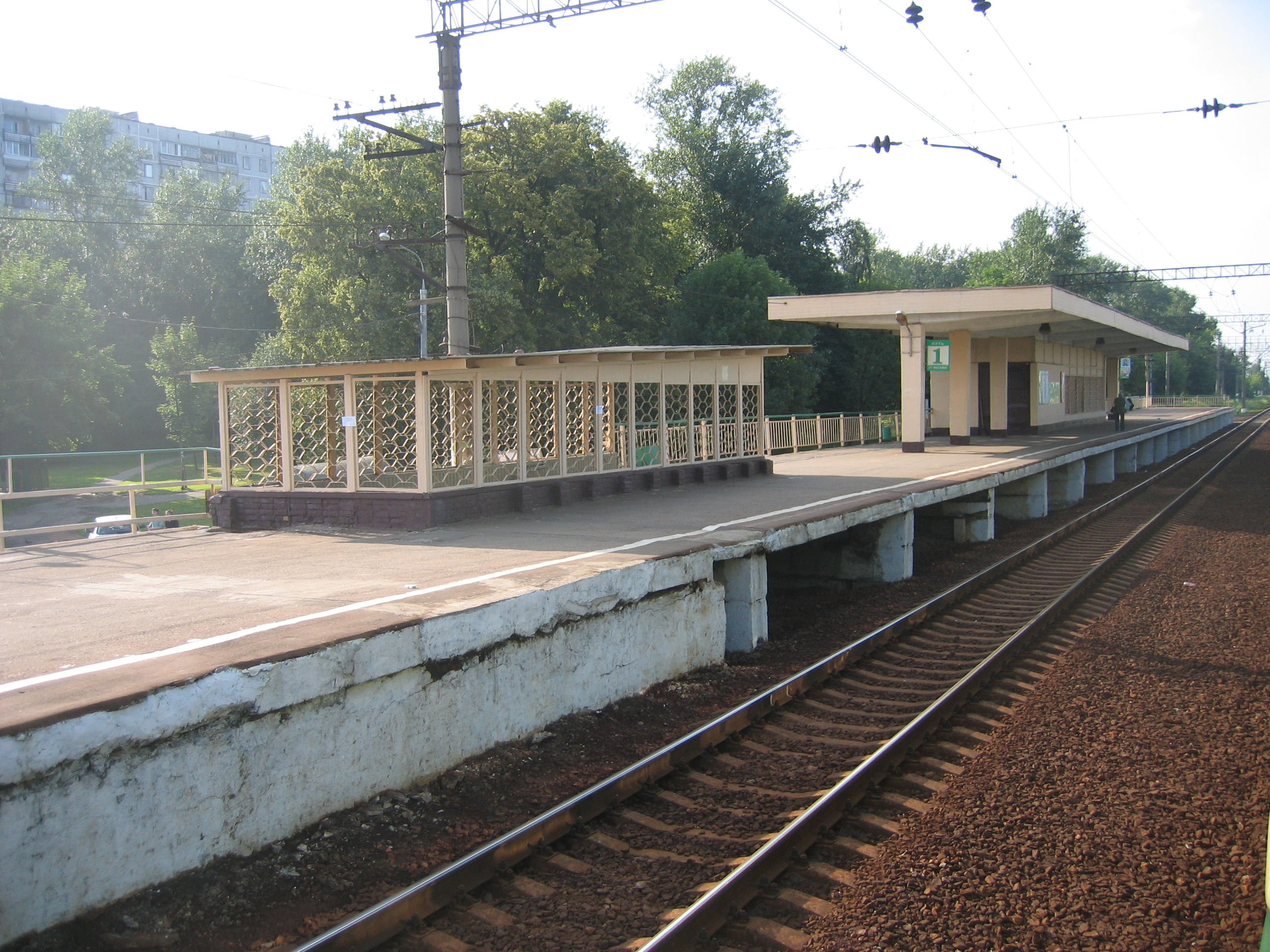
Станция Бирюлёво-Товарная

### Автобусные маршруты
До 2021 года в районе действовало 12 автобусных маршрутов. В том числе существовала прямая связь района со станцией метро «Варшавская» (автобус 635) и со станцией метро «Калужская» (автобус 671).
С 20 ноября 2021 года в Западном Бирюлёве действует маршрутная сеть «Магистраль». В настоящее время в районе работает 8 маршрутов: 2 магистральных, 3 районных и 3 социальных.
| № маршрута             | Конечный пункт 1       | Проходит через станции                                                      | Конечный пункт 2       |
| Магистральные маршруты | Магистральные маршруты | Магистральные маршруты                                                      | Магистральные маршруты |
| ---------------------- | ---------------------- | --------------------------------------------------------------------------- | ---------------------- |
| м96                    | Бирюлёво-Западное      | «Покровское» «Пражская»                                                     | Красный маяк           |
| м97                    | Бирюлёво-Западное      | «Бирюлёво-Пассажирская» «Бирюлёво-Товарная» «Покровское» «Пражская» «Южная» | Битцевская аллея       |
| Районные маршруты      |                        |                                                                             |                        |
| 837                    | «Красногвардейская»    | «Домодедовская» «Битца»                                                     | «Тёплый Стан»          |
| 921                    | Бирюлёво-Западное      | «Царицыно»                                                                  | «Царицыно»             |
| 933                    | Бирюлёво-Западное      | (нет)                                                                       | «Бирюлёво-Товарная»    |
| Социальные маршруты    |                        |                                                                             |                        |
| с908                   | Бирюлёво-Западное      | «Бирюлёво-Пассажирская» «Покровское» «Пражская» «Южная»                     | «Чертаново»            |
| с960                   | Харьковский проезд     | «Покровское» «Пражская»                                                     | «Южная»                |
| с970                   | Промзона «Бирюлёво»    | «Покровское» «Пражская»                                                     | «Южная»                |

Конечная остановка (автостанция) «Бирюлёво-Западное» находится по адресу: Востряковский проезд, 18А.

### Скоростной трамвай
Планировалось строительство линии скоростного трамвая от станции метро «Пражская» вдоль улицы Подольских Курсантов через платформу Покровская до пересечения с Харьковской улицей, где могло расположиться разворотное кольцо. Трамвайное депо предполагалось разместить в промзоне. Строительство было запланировано на 2018—2020 годы. Строительство было отменено.